# Rick Stevens
Rick Stevens (* 23. Februar 1940 in Port Arthur, Texas; † 5. September 2017 in Antioch, Kalifornien, eigentlich: Donald Charles Stevenson) war ein US-amerikanischer Sänger und verurteilter Mörder. Er wurde vor allem als Sänger von Tower of Power bekannt.

## Leben
Rick Stevens wurde in Texas geboren, aber den größten Teil seiner Kindheit verbrachte er in Reno, Nevada. Bereits als Kind trat er als Sänger auf, so zum Beispiel in der Kirche. Sein Onkel Ivory Joe Hunter war zu Beginn sein größter Einfluss. Er stellte ihn unter anderem Elvis Presley vor.
Rick Stevens zog als Teenager nach Oakland und gehörte der Doo-Wop-Gruppe Magnificent Marcels an. Später sang er in Nightclubs, wo er sich einen Namen als „Mr. Twister“ machte. Mitte der 1960er Jahre zog er nach San Francisco, wo er als Bandleader mehrerer Gruppen wie Rick and the Ravens und The Rick Stevens Four vorstand. 1966 schloss er sich Four of a Kind und etwas später Stuff an. In letzterer Band lernte er Willie James kennen. Beide verließen Stuff gleichzeitig, um bei Tower of Power anzufangen. Rick Stevens hatte beim Debütalbum East Bay Grease einen Auftritt als Leadsänger von Sparkling in the Sand. Bei Bump City (1972) avancierte er zum Leadsänger und sang den Hit You’re Still a Young Man ein, der Platz 20 der Billboard Hot 100 erreichte. Während der Vorbereitungen auf das dritte Album Tower of Power verließ er die Gruppe im Streit. Schließlich wurden alle seine Gesangbeiträge gelöscht und von Lenny Williams neu eingesungen. Tatsächlich gelangen versehentlich 1000 Exemplare in Umlauf, die Stevens auf dem Albumcover zeigten. Das Album wurde anschließend retuschiert.
Nach dem Ende der Zusammenarbeit mit Tower of Power schloss er sich der Band Brass Horizon an. 1976 wurde er verhaftet. Stevens hatte bei einem missglückten Drogendeal in Los Gatos, Santa Clara County drei Menschen erschossen und wurde zum Tode verurteilt. Nachdem Kalifornien 1977 aber die Todesstrafe für verfassungswidrig erklärte, wurde er stattdessen zu lebenslanger Haft verurteilt. Im Gefängnis machte er einen kalten Entzug und wurde zum „wiedergeborenen Christen“. Die nächsten 36 Jahre verbrachte er in San Quentin, im Mule Creek State Prison und in der California Men’s Colony in San Luis Obispo. Dort musizierte er mit anderen Gefangenen und beteiligte sich an verschiedenen Musikprogrammen. 2012 wurde er von Gouverneur Jerry Brown begnadigt.
Mit seinem Sohn gründete er die Band Rick Stevens & Love Power, die überwiegend in Nordkalifornien spielte. Zudem veröffentlichte er die Solo-EP Back on the Streets Again Vol.1. 2013 trat er außerdem in Oakland mit Tower of Power auf und durfte You’re Still a Young Man singen.
2017 wurde bei ihm Krebs diagnostiziert. Am 5. September 2017 verstarb er im Alter von 77 Jahren.

## Diskografie
Mit Tower of Power
- 1970: East Bay Grease
- 1972: Bump City

Solo
- 2014: Back on the Streets Again Vol.1 (EP)